# Rajhovska univerza Straßburg
Rajhovska univerza Straßburg (nemško Reichsuniversität Straßburg; kratica RUS) je bila univerza, ki jo je ustanovil Tretji rajh na področju zasedenega Strasbourga (Alzacija) in je delovala v letih 1941-44. Nadaljevala je politiko Nemške imperialne univerze v Strasbourgu, ki je tu delovala v letih 1872-1918. 
Najbolj znani profesor na univerzi je bil August Hirt; slednji je izvajal različne poskuse v okviru rasne anatomije v sklopu Inštituta za normalno anatomijo.